# Vanilla (イメージガール)
Vanilla（バニラ）は、2007年のスーパー耐久イメージガールを務めた、スタイルコーポレーション所属の女性アイドルグループ。
関東地方出身メンバーがいない唯一のS耐イメージガールユニットである。

## メンバー
※生年月日順
| 名前 （よみ）                | 生年月日              | 出身地         | 血液型 | 身長  | 備考                                                                                |
| ---------------------------- | --------------------- | -------------- | ------ | ----- | ----------------------------------------------------------------------------------- |
| 水野桃子 （みずの ももこ）   | 1984年8月11日（40歳） | 福岡県         | A型    | 163cm |                                                                                     |
| 塚本麻里 （つかもと まり）   | 1985年8月14日（39歳） | 愛知県         | A型    | 161cm |                                                                                     |
| 戸田奈々 （とだ なな）       | 1985年8月20日（39歳） | 静岡県浜松市   | O型    | 163cm | ツインリンクもてぎエンジェル8期生                                                   |
| 佐々木綾美 （ささき あやみ） | 1987年6月10日（37歳） | 長崎県佐世保市 | O型    | 163cm | 現在はガールズユニット「SUPRE POWER」（シュプレパワー） のメンバー“Rin”として活動中 |

### 水野桃子
- 1984年8月11日、福岡県にて3姉妹の次女として出生。
- 特技はクラシックバレエ、水泳。
- グループ解散後は学業に専念していたが、その後は滋賀県大津市に本社を置くモデル事務所「Victoria（ヴィクトリア）」に在籍[6]。サンテレビのパチンコ・パチスロ番組『P-style TV』に“スタイルヴィーナス”として出演[5]した他、2015年の東京オートサロンと大阪オートメッセでは、フェニックスパワーのイメージガール「フェニッ娘」として参加した[7]。

### 塚本麻里
- 1985年8月14日、愛知県にて出生。兄が1人いる[8]。
- 趣味は映画鑑賞、料理、カラオケ。好きな色はピンク[9]。
- 2007年12月31日放送の『ジャンクSPORTS 今年最後の2大決戦!浜田のハダカ祭りスペシャル』（フジテレビ系）では、浅尾美和や西堀健実が参加したビーチバレー対決を佐々木綾美と共に観戦・応援していた[10][11]。
- グループ解散後はロサンゼルスに留学したことが確認されているが[12]、その後の動向は不明である。
- 朝日放送アナウンサーの塚本麻里衣とは異なる。

## 来歴

### 2007年

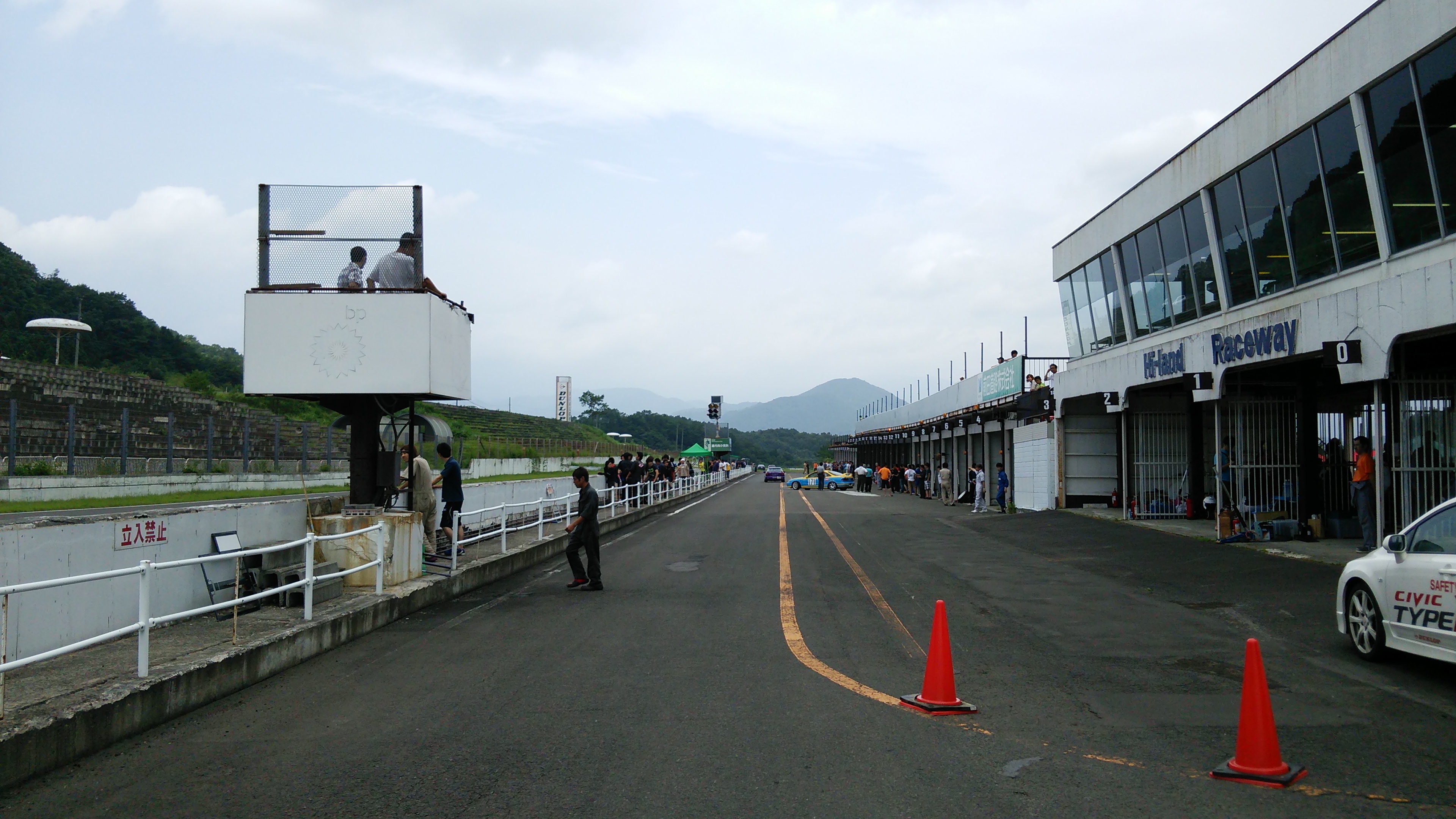
2007年のスーパー耐久第1戦が行われた仙台ハイランドレースウェイ（写真はピットロード。現在は閉鎖）

- 3月15日：スーパー耐久の2007年度イメージガールユニットとして結成される。
- 4月11日：ユニット名が『Vanilla』に決定。同月21日と22日に仙台ハイランドで開催されたスーパー耐久第1戦で初ステージ。
- 5月5日：Vanillaとして初となる事務所主催の撮影会が代々木公園で行われる。
- 7月18日：この日FARM RECORDSから発売されたコンピレーションアルバム「BEAT TUNES! 〜ENERGY〜」にオリジナル曲『I wish』が収録される。
- 7月25日：ビーエムドットスリーより4人のソロDVDが発売される。
  - 佐々木綾美「PURE HEART」
  - 塚本麻里「MARY My Love」
  - 戸田奈々「BLUE ASPILATION」
  - 水野桃子「もも色日和」

### 2008年
- 1月11日～13日：東京オートサロンに出演。
- 2月23日：事務所主催のラスト撮影会にて活動終了。

## 備考
- 2004年『桜三世』以来の4人編成としてスタートしたS耐イメージガールユニットであったが、最終的にはわずか1年で活動終了となり、前年度の『St.Cherish』のような長期活動とはならなかった。例年のようなオリジナルアルバムやシングルの制作・発売はなく、唯一のオリジナル曲『I wish』はコンピレーション・アルバムに収録されたのみであった。
- メンバーのうち最後までスタイルに在籍し続けた佐々木綾美[13]は、2008年と2011年にSUPER GTマレーシアラウンドのイメージガール『SUPER GT QUEEN』を務めた[14]。
- 現在は閉鎖されている戸田奈々のホームページでは、7月の十勝インターナショナルスピードウェイ戦での密着映像が紹介されていた。
- この年に塚本麻里が務めて以降、愛知県出身女性がスーパー耐久イメージガールに起用されたケースは2016年『D'STATION フレッシュエンジェルズ』の日野礼香まで9年間なかった。